# Cantone di Seltz
Il Cantone di Seltz era una divisione amministrativa dell'arrondissement di Wissembourg.
A seguito della riforma approvata con decreto del 18 febbraio 2014, che ha avuto attuazione dopo le elezioni dipartimentali del 2015, è stato soppresso.

## Composizione
Comprendeva i comuni di
- Beinheim
- Buhl
- Crœttwiller
- Eberbach-Seltz
- Kesseldorf
- Mothern
- Munchhausen
- Niederrœdern
- Oberlauterbach
- Schaffhouse-près-Seltz
- Seltz
- Siegen
- Trimbach
- Wintzenbach